# Катастрофа Boeing 707 в Риме (1964)
Катастрофа Boeing 707 в Риме (1964) — крупная авиационная катастрофа, произошедшая 23 ноября 1964 года. Авиалайнер Boeing 707-331 авиакомпании Trans World Airlines (TWA) выполнял плановый межконтинентальный рейс TW800 по маршруту Канзас-Сити—Чикаго—Нью-Йорк—Париж—Милан—Рим—Афины—Каир, но во время вылета из Рима рухнул на землю из-за отказа двух двигателей и впоследствии столкнулся с дорожным катком. Из находившихся на его борту 73 человек (62 пассажира и 11 членов экипажа) выжили 23 человека.

## Самолёт
Boeing 707-331 (регистрационный номер N769TW, заводской 17685, серийный 123) был выпущен в 1960 году (первый полёт совершил 21 апреля). 9 мая того же года был передан авиакомпании Trans World Airlines (TWA). Оснащён четырьмя турбореактивными двигателями Pratt & Whitney JT4A-12.

## Экипаж и пассажиры
Самолётом управлял очень опытный экипаж, его состав был таким:
- Командир воздушного судна (КВС) — 44-летний Вернон У. Лоуэлл (англ. Vernon W. Lowell). Очень опытный пилот, в должности командира Boeing 707 — с мая 1960 года. Налетал 17 408 часов, 2617 из них на Boeing 707.
- Второй пилот — 46-летний Уильям А. Слотер (англ. William A. Slaughter). Очень опытный пилот, налетал 17 419 часов, 1269 из них на Boeing 707.
- Бортинженер — 47-летний Уоррен Х. Лоури (англ. Warren H. Lowrey). Налетал 14 231 час, 1308 из них на Boeing 707.
- Сменный второй пилот — 41-летний Уильям Дж. Черчилль (англ. William J. Churchill). Опытный пилот, налетал 9928 часов, 1920 из них на Boeing 707.

В салоне самолёта работали 7 бортпроводников.
Среди пассажиров и бортпроводников, помимо граждан США, также были граждане Франции и Италии.

## Катастрофа
Рейс TW800 вырулил на взлётно-посадочную полосу № 25 аэропорта Фьюмичино (Рим) в 13:05 и через минуту начал разгон по ВПП. Но на скорости 148 км/ч бортинженер увидел, что тяга двигателя № 4 (правый крайний) нулевая, а вскоре загорелся индикатор включения реверса тяги двигателя № 2 (левый крайний). Экипаж прервал взлёт за 800—900 метров до конца взлётной полосы, но лайнер замедлялся не так быстро, как ожидали пилоты, и они повернули вправо, после чего двигатель № 4 врезался в дорожный каток. От удара самолёт загорелся, но при этом проехал ещё 260 метров. Прежде чем полностью остановился, у него взорвался центральный топливный бак, после взрыва которого лайнер полностью разрушился и сгорел. В катастрофе погибли 50 человек — 5 членов экипажа (второй пилот и 4 бортпроводника) и 45 пассажиров; остальные 23 человека (6 членов экипажа (КВС, сменный второй пилот, бортинженер и 3 бортпроводника) и 17 пассажиров) выжили, получив ранения.

## Расследование
Согласно окончательному отчёту расследования, причиной катастрофы рейса TW800 стал неработающий реверс второго двигателя. Это было вызвано отключением воздуховода, что привело к отсутствию давления в пневматическом приводном механизме двери. Эта неисправность позволила двигателю № 2 развить значительную тягу, несмотря на то, что РУДы для всех четырёх двигателей находились в «обратном» положении.